# (77870) MOTESS
(77870) MOTESS est un astéroïde de la ceinture principale.

## Description
(77870) MOTESS est un astéroïde de la ceinture principale. Il fut découvert le 16 septembre 2001 à Fountain Hills (Arizona) par Charles W. Juels et Paulo R. Holvorcem. Il présente une orbite caractérisée par un demi-grand axe de 2,87 UA, une excentricité de 0,10 et une inclinaison de 17,1° par rapport à l'écliptique.

## Compléments